# Palazzo Nobile

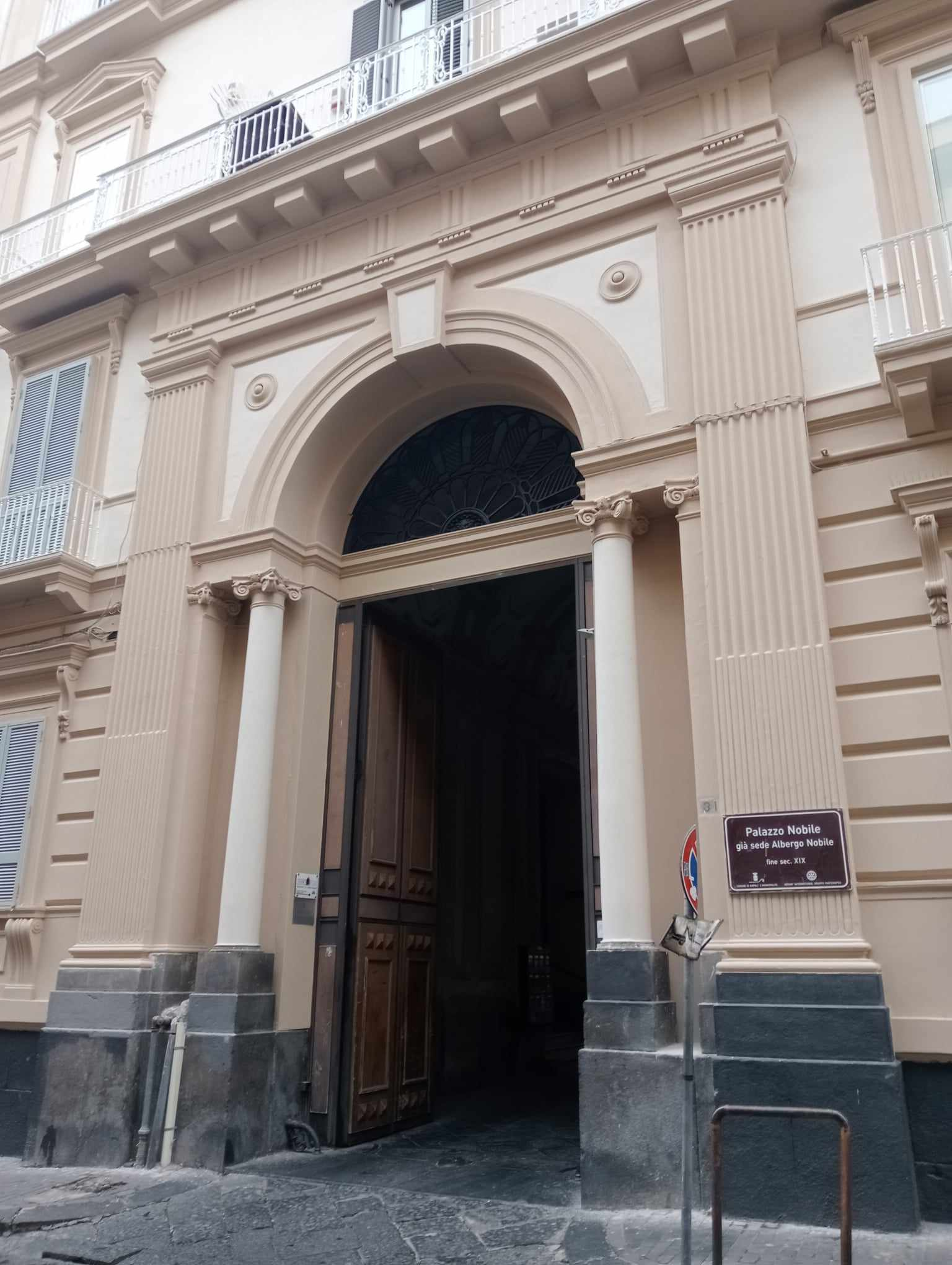
Palazzo Nobile in Neapel: Eingangsportal in der Via Francesco Crispi

Der Palazzo Nobile ist ein Palast aus dem 17. Jahrhundert im Viertel Chiaia in Neapel in der italienischen Region Kampanien. Er liegt in der Via Francesco Crispi, 31.

## Geschichte
Das Gebäude hat seine Ursprünge Anfang des 17. Jahrhunderts als großer Vorstadtpalast der Familie Orsini; man kann ihn in der Ansicht von ‚‚Baratta‘‘ aus dem Jahre 1629 bewundern. Nach dem Tod der Herzogin Felicia Maria Orsini 1647 wurde er dem Orden von Santa Maria in Portico gespendet, der sie für seine Novizen vorsah. Diese Funktion erfüllte er auch noch in den ersten Jahrzehnten des 19. Jahrhunderts, wie ein von Antonio Niccolini gezeichneter Plan aus dem Jahre 1817 bezeugt. Später wurde er in die städtebaulichen Veränderungen nach der Einigung Italiens verwickelt, die zur Entstehung des Rione Amadeo und des Parco Margherita führten. Mit der Umgestaltung des Palastes in dem riesigen Block zwischen der heutigen Via Francesco Crispi und der heutigen Via Giacomo Martucci war (laut dem Historiker Aurelio de Rose) der Architekt Errico Folinea betraut. Der so 1876 fertiggestellte Palast (laut dem im Torschließer am Eingang an der Via Francesco Crispi eingravierten Datum) diente als Hotel, zunächst unter der Leitung von Giovanni Nobile und dann unter der des Schweizer Unternehmers Alfred Hauser. Anfang des 20. Jahrhunderts begann die Umwidmung in ein privates Mietshaus, in dem aber auch die Compania degli Illusi (mit dem Ehrenpräsidenten Benedetto Croce) ihren Sitz hatte, sowie später zwei Kinos, das Cinema Amadeo und das Ambascatori. In einer Wohnungen lebte der dreimalige Bürgermeister von Neapel, Ferdinando del Carretto di Novello.

## Beschreibung
Das Gebäude mit fünf Stockwerken im Stile der Neurenaissance hat einen unregelmäßigen Grundriss mit einer Rückfront (sichtbar von der Via Giacomo Martucci aus), die im Gegensatz zur Hauptfassade an der Via Francesco Crispi aus einer ausgedehnte Kurtine besteht. Das imposante Eingangsportal an der Via Francesco Crispi wird durch ionische Säulen gestützt, wird von Pilastern flankiert und darüber sind ein Gebälk mit Triglyphen und der Balkon im ersten Obergeschoss angebracht.
Innen hat der Palast zwei große, von Bäumen gesäumte Innenhöfe, von denen einer einen quadratischen Grundriss und der andere einen solchen in Form eines „C“ hat. Von den Elementen, die an die Vergangenheit des Palastes als Luxushotel erinnern, sind noch die Unterstände mit mehrfarbigen Fenstern vor jedem der Treppenhäuser des Palastes erhalten.